# ورزشگاه کارل بنز
 ورزشگاه کارل بنز  (به آلمانی: Carl-Benz-Stadion) ورزشگاهی چند منظوره در شهر مانهایم در کشور آلمان است.